# 世界ピアノ指導者連盟
世界ピアノ指導者連盟　(World Piano Teachers Assication)は、2007年にDorian Leljac博士によりセルビアのノヴィ・サドで設立されたピアノ教育連盟。現在はAAFの助成を受けている。日本ピアノ教育連盟とは何の関わりもない。

## 概要
全世界的に支部が展開されており、WPTAが関与する国際ピアノコンクールだけでも20を超える。2013年からは、世界ピアノ指導者連盟国際ピアノコンクールが開催されているが、もっぱら有名なのはセルビアのノヴィ・サドで2002年から行われているイシドル・バジッチ音楽学校が組織するイシドル・バジッチ記念ピアノコンクール(Isidor Bajic Piano Memorial Competition)の運営によってである。イシドル・バジッチ記念ピアノコンクールが軌道に乗ったため、派生した国際ピアノコンクールも各支部で行おうという趣旨で運営されている。イシドル・バジッチ記念国際ピアノコンクールと世界ピアノ指導者連盟国際ピアノコンクール(WPTA International Piano Competition)は別なので注意が必要である。世界ピアノ指導者連盟国際ピアノコンクールは、演奏部門のほか作曲部門も併設されている。
国際ピアノ会議も定期的に行われている。

## 日本支部
日本のピアノ指導者福田里香が初代日本支部会長に就任し、2018年から活動をスタートさせたが、新型コロナウイルスの流行により2021年で活動が中断されている。